# Le Birthday Album 1981-1991
Albums de Indochine
Le Baiser
(1990) Un jour dans notre vie
(1993)
Sorti en 1991, à l'occasion du dixième anniversaire du groupe, Le Birthday Album 1981-1991 est la deuxième compilation d'Indochine. 
Présenté sous forme de périodes chronologiques, cet album contient 19 titres dont les 13 faces A des 45 tours sortis depuis le début de leur carrière ainsi que 3 faces B (Trois nuits par semaine, La Bûddha affaire, Alertez Managua), 2 titres jugés essentiels (Le Péril jaune et More…) et un inédit (La guerre est finie).
À cette occasion, Dominique Nicolas et Stéphane Sirkis ont cosigné, pour la première (et dernière) fois, la musique d'un titre (l'inédit La guerre est finie). 
Cet album est publié près de 2 ans après le demi-succès du précédent album studio Le Baiser. Les détracteurs du groupe sont alors nombreux à considérer que cette compilation est synonyme de fin de carrière et vouée à l'échec. 
Bien mal leur en a pris au vu du très grand succès qu'il a rencontré en Europe : plus de 600 000 exemplaires y ont été vendus dont 500 000 en France où le disque atteint la 3e place du classement des compilations en décembre 1991. Bizarrement, il n'a pas été certifié disque d'or par le SNEP (soit l'équivalent de 100 000 exemplaires), probablement en l'absence de demande de mise à jour par la maison de disques BMG. Il a été distribué en Allemagne, en Belgique, en Suisse, et au Canada. 

## Liste des titres
| Disque | Disque                          | Disque        | Disque                              | Disque                | Disque | Disque | Disque | Disque | Disque |
| No     | Titre                           | Paroles       | Musique                             | Extrait de l'album    | Durée  |        |        |        |        |
| ------ | ------------------------------- | ------------- | ----------------------------------- | --------------------- | ------ | ------ | ------ | ------ | ------ |
| 1.     | L'Aventurier                    | Nicola Sirkis | Dominique Nicolas                   | L'Aventurier (1982)   | 3:52   |        |        |        |        |
| 2.     | Dizzidence politik              | Nicola Sirkis | Dominique Nicolas                   | L'Aventurier (1982)   | 4:19   |        |        |        |        |
| 3.     | Kao Bang                        | Nicola Sirkis | Dominique Nicolas                   | Le Péril jaune (1983) | 4:57   |        |        |        |        |
| 4.     | Le péril jaune                  |               | Nicola Sirkis                       | Le Péril jaune (1983) | 1:30   |        |        |        |        |
| 5.     | Miss Paramount                  | Nicola Sirkis | Dominique Nicolas                   | Le Péril jaune (1983) | 3:01   |        |        |        |        |
| 6.     | Trois nuits par semaine         | Nicola Sirkis | Dominique Nicolas                   | 3 (1985)              | 4:50   |        |        |        |        |
| 7.     | Tes yeux noirs                  | Nicola Sirkis | Dominique Nicolas                   | 3 (1985)              | 4:24   |        |        |        |        |
| 8.     | 3e sexe                         | Nicola Sirkis | Dominique Nicolas                   | 3 (1985)              | 4:41   |        |        |        |        |
| 9.     | Canary Bay                      | Nicola Sirkis | Dominique Nicolas                   | 3 (1985)              | 5:22   |        |        |        |        |
| 10.    | La Bûddha affaire               |               | Dominique Nicolas                   | 7000 danses (1987)    | 2:48   |        |        |        |        |
| 11.    | La Chevauchée des champs de blé | Nicola Sirkis | Dominique Nicolas                   | 7000 danses (1987)    | 4:23   |        |        |        |        |
| 12.    | Les Tzars                       | Nicola Sirkis | Dominique Nicolas                   | 7000 danses (1987)    | 4:38   |        |        |        |        |
| 13.    | La Machine à rattraper le temps | Nicola Sirkis | Dominique Nicolas                   | 7000 danses (1987)    | 4:34   |        |        |        |        |
| 14.    | Des fleurs pour Salinger        | Nicola Sirkis | Dominique Nicolas                   | Le Baiser (1990)      | 3:12   |        |        |        |        |
| 15.    | Le Baiser                       | Nicola Sirkis | Dominique Nicolas                   | Le Baiser (1990)      | 4:10   |        |        |        |        |
| 16.    | Alertez Managua                 | Nicola Sirkis | Stéphane Sirkis                     | Le Baiser (1990)      | 3:55   |        |        |        |        |
| 17.    | Punishment Park                 | Nicola Sirkis | Dominique Nicolas                   | Le Baiser (1990)      | 3:50   |        |        |        |        |
| 18.    | More...                         | Nicola Sirkis | Dominique Nicolas                   | Le Baiser (1990)      | 5:24   |        |        |        |        |
| 19.    | La guerre est finie             | Nicola Sirkis | Dominique Nicolas - Stéphane Sirkis | Inédit                | 3:55   |        |        |        |        |
| 77:45  |                                 |               |                                     |                       |        |        |        |        |        |

## Single
- La Guerre Est Finie... / Alertez Managua (inédit, sorti le 25 octobre 1991)

## Crédits
- Réalisé par Philippe Eidel, Joe Glasman, Franck Redlich et Indochine
- Masterisé au studio 44-1 en août 1991 par Franck Redlich
- Pochette : François-René Richez
- Texte Bio : Jean-Éric Perrin